# Night Flights
 (décembre 2019).
Night Flights est un recueil de nouvelles de science-fiction écrit par Philip Reeve, publié en 2018. Il signe le retour de l'auteur dans l'univers de sa série Tom et Hester (Mortal Engines Quartet) avec trois nouvelles mettant en scène son héroïne Anna Fang.

## Contenu
- (en) Frozen Heart, 2018
- (en) Traction City Blues, 2018
- (en) Teeth of the Sea, 2018